# Julius Zeyer

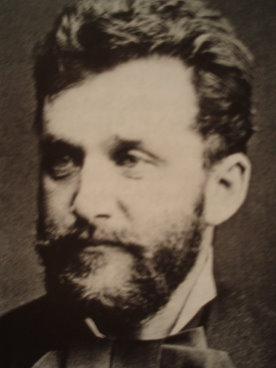
Julius Zeyer

Julius Zeyer, född 26 april 1841 i Prag, död där 29 januari 1901, var en tjeckisk författare.
Zeyer var en romantisk mystiker och tillhörde de främsta namnen inom den kosmopolitiska riktningen i den tjeckiska poesin. På svenska utkom Berättelser och sagor (översättning av Alfred Jensen, 1904).